# St. Leger Stakes
Die St. Leger Stakes sind ein Galopprennen für dreijährige Stuten und Hengste, das seit 1776 im englischen Doncaster in South Yorkshire jedes Jahr im September über 2937 Meter gelaufen wird. Es ist das längste und älteste der fünf „British Classic Races“. Es ist außerdem das letzte Rennen der britischen Triple-Crown-Serie.
Das Gruppe I-Rennen wurde von dem Armeeoffizier und Politiker Antony St. Leger angestoßen und am 24. September 1776 auf dem Cantley Common in Doncaster erstmals ausgetragen. Erste Siegerin war eine namenlose Stute, die später den Namen Allabaculia erhielt. 1778 wurde das Flachrennen nach Town Moor verlegt, wo es noch heute veranstaltet wird.
Dem Jockey Bill Scott gelangen zwischen 1821 und 1846 mit neun Erfolgen die meisten Siege bei den St. Leger Stakes. Sein Bruder John Scott feierte die meisten Erfolge als Trainer mit 16 Siegen.
Die schnellste Zeit (in Doncaster) gelang 2011 Masked Marvel mit 3m 00.44s.

## Die Sieger der St. Leger Stakes
| Jahr | Pferd               | Jockey              | Zeit    |
| ---- | ------------------- | ------------------- | ------- |
| 1776 | Allabaculia         | John Singleton      |         |
| 1777 | Bourbon             | John Cade           |         |
| 1778 | Hollandoise         | George Herring      |         |
| 1779 | Tommy               | George Lowry        |         |
| 1780 | Ruler               | John Mangle         |         |
| 1781 | Serina              | Richard Foster      |         |
| 1782 | Imperatrix          | George Searle       |         |
| 1783 | Phoenomenon         | Anthony Hall        |         |
| 1784 | Omphale             | John Kirton         |         |
| 1785 | Cowslip             | George Searle       |         |
| 1786 | Paragon             | John Mangle         |         |
| 1787 | Spadille            | John Mangle         |         |
| 1788 | Young Flora         | John Mangle         |         |
| 1789 | Pewett              | William Wilson      |         |
| 1790 | Ambidexter          | George Searle       |         |
| 1791 | Young Traveller     | John Jackson        |         |
| 1792 | Tartar              | John Mangle         |         |
| 1793 | Ninety-three        | Bill Peirse         |         |
| 1794 | Beningbrough        | John Jackson        |         |
| 1795 | Hambletonian        | Dixon Boyce         |         |
| 1796 | Ambrosio            | John Jackson        |         |
| 1797 | Lounger             | John Shepherd       |         |
| 1798 | Symmetry            | John Jackson        |         |
| 1799 | Cockfighter         | Tom Fields          |         |
| 1800 | Champion            | Frank Buckle        |         |
| 1801 | Quiz                | John Shepherd       |         |
| 1802 | Orville             | John Singleton, Jr. |         |
| 1803 | Remembrancer        | Ben Smith           |         |
| 1804 | Sancho              | Frank Buckle        |         |
| 1805 | Staveley            | John Jackson        |         |
| 1806 | Fyldener            | Tom Carr            |         |
| 1807 | Paulina             | Bill Clift          |         |
| 1808 | Petronius           | Ben Smith           |         |
| 1809 | Ashton              | Ben Smith           |         |
| 1810 | Octavian            | Bill Clift          |         |
| 1811 | Soothsayer          | Ben Smith           |         |
| 1812 | Otterington         | Bob Johnson         |         |
| 1813 | Altisidora          | John Jackson        |         |
| 1814 | William             | John Shepherd       |         |
| 1815 | Filho da Puta       | John Jackson        |         |
| 1816 | The Duchess         | Ben Smith           |         |
| 1817 | Ebor                | Bob Johnson         |         |
| 1818 | Reveller            | Bob Johnson         |         |
| 1819 | Antonio             | Tom Nicholson       |         |
| 1820 | St Patrick          | Bob Johnson         | 3:26.0  |
| 1821 | Jack Spigot         | Bill Scott          |         |
| 1822 | Theodore            | John Jackson        | 3:23.0  |
| 1823 | Barefoot            | Tom Goodisson       |         |
| 1824 | Jerry               | Ben Smith           |         |
| 1825 | Memnon              | Bill Scott          |         |
| 1826 | Tarrare             | George Nelson       |         |
| 1827 | Matilda             | Jem Robinson        |         |
| 1828 | The Colonel         | Bill Scott          |         |
| 1829 | Rowton              | Bill Scott          |         |
| 1830 | Birmingham          | Patrick Conolly     |         |
| 1831 | Chorister           | John Barham Day     |         |
| 1832 | Margrave            | Jem Robinson        |         |
| 1833 | Rockingham          | Sam Darling         |         |
| 1834 | Touchstone          | George Calloway     |         |
| 1835 | Queen of Trumps     | Tommy Lye           |         |
| 1836 | Elis                | John Barham Day     |         |
| 1837 | Mango               | Sam Day, Jr.        |         |
| 1838 | Don John            | Bill Scott          |         |
| 1839 | Charles the Twelfth | Bill Scott          | 3:25.00 |
| 1840 | Launcelot           | Bill Scott          | 3:40.00 |
| 1841 | Satirist            | Bill Scott          |         |
| 1842 | Blue Bonnet         | Tommy Lye           |         |
| 1843 | Nutwith             | Job Marson          |         |
| 1844 | Faugh-A-Ballagh     | Henry Bell          |         |
| 1845 | The Baron           | Frank Butler        |         |
| 1846 | Sir Tatton Sykes    | Bill Scott          |         |
| 1847 | Van Tromp           | Job Marson          |         |
| 1848 | Surplice            | Nat Flatman         | 3:19.00 |
| 1849 | The Flying Dutchman | Charlie Marlow      |         |
| 1850 | Voltigeur           | Job Marson          |         |
| 1851 | Newminster          | Sim Templeman       |         |
| 1852 | Stockwell           | John Norman         |         |
| 1853 | West Australian     | Frank Butler        |         |
| 1854 | Knight of St George | Robert Basham       |         |
| 1855 | Saucebox            | John Wells          |         |
| 1856 | Warlock             | Nat Flatman         |         |
| 1857 | Imperieuse          | Nat Flatman         |         |
| 1858 | Sunbeam             | Luke Snowden        |         |
| 1859 | Gamester            | Tom Aldcroft        |         |
| 1860 | St Albans           | Luke Snowden        | 3:20.00 |
| 1861 | Caller Ou           | Tom Chaloner        | 3:16.20 |
| 1862 | The Marquis         | Tom Chaloner        |         |
| 1863 | Lord Clifden        | John Osborne, Jr.   |         |
| 1864 | Blair Athol         | Jim Snowden         |         |
| 1865 | Gladiateur          | Harry Grimshaw      |         |
| 1866 | Lord Lyon           | Harry Custance      |         |
| 1867 | Achievement         | Tom Chaloner        |         |
| 1868 | Formosa             | Tom Chaloner        |         |
| 1869 | Pero Gomez          | John Wells          |         |
| 1870 | Hawthornden         | Jemmy Grimshaw      |         |
| 1871 | Hannah              | Charlie Maidment    | 3:22.00 |
| 1872 | Wenlock             | Charlie Maidment    |         |
| 1873 | Marie Stuart        | Tom Osborne         |         |
| 1874 | Apology             | John Osborne, Jr.   | 3:16.00 |
| 1875 | Craig Millar        | Tom Chaloner        |         |
| 1876 | Petrarch            | Jem Goater          |         |
| 1877 | Silvio              | Fred Archer         | 3:27.00 |
| 1878 | Jannette            | Fred Archer         | 3:20.50 |
| 1879 | Rayon d’Or          | Jem Goater          |         |
| 1880 | Robert the Devil    | Tom Cannon, Sr.     | 3:32.00 |
| 1881 | Iroquois            | Fred Archer         | 3:20.60 |
| 1882 | Dutch Oven          | Fred Archer         | 3:16.00 |
| 1883 | Ossian              | John Watts          | 3:19.00 |
| 1884 | The Lambkin         | John Watts          | 3:14.00 |
| 1885 | Melton              | Fred Archer         | 3:15.60 |
| 1886 | Ormonde             | Fred Archer         | 3:21.4  |
| 1887 | Kilwarlin           | Jack Robinson       |         |
| 1888 | Seabreeze           | Jack Robinson       | 3:11.8  |
| 1889 | Donovan             | Fred Barrett        | 3:13.00 |
| 1890 | Memoir              | John Watts          | 3:13.60 |
| 1891 | Common              | George Barrett      | 3:14.40 |
| 1892 | La Fleche           | John Watts          | 3:14.60 |
| 1893 | Isinglass           | Tommy Loates        | 3:13.40 |
| 1894 | Throstle            | Morny Cannon        | 3:12.20 |
| 1895 | Sir Visto           | Sam Loates          | 3:18.40 |
| 1896 | Persimmon           | John Watts          | 3:20.00 |
| 1897 | Galtee More         | Charles Wood        | 3:31.20 |
| 1898 | Wildfowler          | Charles Wood        |         |
| 1899 | Flying Fox          | Morny Cannon        | 3:15.60 |
| 1900 | Diamond Jubilee     | Herbert Jones       | 3:09.20 |
| 1901 | Doricles            | Kempton Cannon      | 3:08.40 |
| 1902 | Sceptre             | Fred Hardy          | 3:12.40 |
| 1903 | Rock Sand           | Danny Maher         | 3:09.40 |
| 1904 | Pretty Polly        | Willie Lane         | 3:05.80 |
| 1905 | Challacombe         | Otto Madden         | 3:05.40 |
| 1906 | Troutbeck           | George Stern        | 3:04.20 |
| 1907 | Wool Winder         | Bill Halsey         | 3:05.60 |
| 1908 | Your Majesty        | Walter Griggs       | 3:06.00 |
| 1909 | Bayardo             | Danny Maher         | 3:08.60 |
| 1910 | Swynford            | Frank Wootton       | 3:04.00 |
| 1911 | Prince Palatine     | Frank O’Neill       | 3:06.00 |
| 1912 | Tracery             | George Bellhouse    | 3:11.80 |
| 1913 | Night Hawk          | Elijah Wheatley     | 3:03.60 |
| 1914 | Black Jester        | Walter Griggs       | 3:02.60 |
| 1915 | Pommern             | Steve Donoghue      | 2:55.60 |
| 1916 | Hurry On            | Charlie Childs      | 2:59.60 |
| 1917 | Gay Crusader        | Steve Donoghue      | 2:59.60 |
| 1918 | Gainsborough        | Joe Childs          | 3:04.00 |
| 1919 | Keysoe              | Brownie Carslake    | 3:06.80 |
| 1920 | Caligula            | Arthur Smith        | 3:07.40 |
| 1921 | Polemarch           | Joe Childs          | 3:06.80 |
| 1922 | Royal Lancer        | Bobby Jones         | 3:14.20 |
| 1923 | Tranquil            | Tommy Weston        | 3:05.00 |
| 1924 | Salmon-Trout        | Brownie Carslake    | 3:13.20 |
| 1925 | Solario             | Joe Childs          | 3:04.40 |
| 1926 | Coronach            | Joe Childs          | 3:01.60 |
| 1927 | Book Law            | Henri Jelliss       | 3:14.40 |
| 1928 | Fairway             | Tommy Weston        | 3:03.00 |
| 1929 | Trigo               | Michael Beary       | 3:03.40 |
| 1930 | Singapore           | Gordon Richards     | 3:09.20 |
| 1931 | Sandwich            | Harry Wragg         | 3:11.20 |
| 1932 | Firdaussi           | Freddie Fox         | 3:04.40 |
| 1933 | Hyperion            | Tommy Weston        | 3:06.80 |
| 1934 | Windsor Lad         | Charlie Smirke      | 3:01.60 |
| 1935 | Bahram              | Charlie Smirke      | 3:01.80 |
| 1936 | Boswell             | Pat Beasley         | 3:08.60 |
| 1937 | Chulmleigh          | Gordon Richards     | 3:07.40 |
| 1938 | Scottish Union      | Brownie Carslake    | 3:11.40 |
| 1939 | kein Rennen         |                     |         |
| 1940 | Turkhan             | Gordon Richards     | 3:32.40 |
| 1941 | Sun Castle          | Georges Bridgland   | 3:04.00 |
| 1942 | Sun Chariot         | Gordon Richards     | 3:08.40 |
| 1943 | Herringbone         | Harry Wragg         | 3:05.00 |
| 1944 | Tehran              | Gordon Richards     | 3:06.60 |
| 1945 | Chamossaire         | Tommy Lowrey        | 2:55.80 |
| 1946 | Airborne            | Tommy Lowrey        | 3:10.20 |
| 1947 | Sayajirao           | Edgar Britt         | 3:07.80 |
| 1948 | Black Tarquin       | Edgar Britt         | 3:08.80 |
| 1949 | Ridge Wood          | Michael Beary       | 3:08.20 |
| 1950 | Scratch             | Rae Johnstone       | 3:08.80 |
| 1951 | Talma               | Rae Johnstone       | 3:13.80 |
| 1952 | Tulyar              | Charlie Smirke      | 3:07.80 |
| 1953 | Premonition         | Eph Smith           | 3:06.80 |
| 1954 | Never Say Die       | Charlie Smirke      | 3:10.60 |
| 1955 | Meld                | Harry Carr          | 3:14.60 |
| 1956 | Cambremer           | Freddie Palmer      | 3:12.20 |
| 1957 | Ballymoss           | Tommy Burns         | 3:15.60 |
| 1958 | Alcide              | Harry Carr          | 3:06.40 |
| 1959 | Cantelo             | Edward Hide         | 3:04.60 |
| 1960 | St Paddy            | Lester Piggott      | 3:13.20 |
| 1961 | Aurelius            | Lester Piggott      | 3:06.60 |
| 1962 | Hethersett          | Harry Carr          | 3:10.80 |
| 1963 | Ragusa              | Garnie Bougoure     | 3:05.40 |
| 1964 | Indiana             | Jimmy Lindley       | 3:05.00 |
| 1965 | Provoke             | Joe Mercer          | 3:18.60 |
| 1966 | Sodium              | Frankie Durr        | 3:09.80 |
| 1967 | Ribocco             | Lester Piggott      | 3:05.40 |
| 1968 | Ribero              | Lester Piggott      | 3:19.80 |
| 1969 | Intermezzo          | Ron Hutchinson      | 3:11.80 |
| 1970 | Nijinsky            | Lester Piggott      | 3:06.40 |
| 1971 | Athens Wood         | Lester Piggott      | 3:14.90 |
| 1972 | Boucher             | Lester Piggott      | 3:28.71 |
| 1973 | Peleid              | Frankie Durr        | 3:08.21 |
| 1974 | Bustino             | Joe Mercer          | 3:09.02 |
| 1975 | Bruni               | Tony Murray         | 3:05.31 |
| 1976 | Crow                | Yves Saint-Martin   | 3:13.17 |
| 1977 | Dunfermline         | Willie Carson       | 3:05.17 |
| 1978 | Julio Mariner       | Edward Hide         | 3:04.94 |
| 1979 | Son of Love         | Alain Lequeux       | 3:09.02 |
| 1980 | Light Cavalry       | Joe Mercer          | 3:11.48 |
| 1981 | Cut Above           | Joe Mercer          | 3:11.60 |
| 1982 | Touching Wood       | Paul Cook           | 3:03.53 |
| 1983 | Sun Princess        | Willie Carson       | 3:16.65 |
| 1984 | Commanche Run       | Lester Piggott      | 3:09.93 |
| 1985 | Oh So Sharp         | Steve Cauthen       | 3:07.13 |
| 1986 | Moon Madness        | Pat Eddery          | 3:05.03 |
| 1987 | Reference Point     | Steve Cauthen       | 3:05.91 |
| 1988 | Minster Son         | Willie Carson       | 3:06.80 |
| 1989 | Michelozzo          | Steve Cauthen       | 3:20.72 |
| 1990 | Snurge              | Richard Quinn       | 3:08.78 |
| 1991 | Toulon              | Pat Eddery          | 3:03.12 |
| 1992 | User Friendly       | George Duffield     | 3:05.48 |
| 1993 | Bob’s Return        | Philip Robinson     | 3:07.85 |
| 1994 | Moonax              | Pat Eddery          | 3:04.19 |
| 1995 | Classic Cliche      | Frankie Dettori     | 3:09.74 |
| 1996 | Shantou             | Frankie Dettori     | 3:05.10 |
| 1997 | Silver Patriarch    | Pat Eddery          | 3:06.92 |
| 1998 | Nedawi              | John Reid           | 3:05.61 |
| 1999 | Mutafaweq           | Richard Hills       | 3:02.75 |
| 2000 | Millenary           | Richard Quinn       | 3:02.58 |
| 2001 | Milan               | Michael Kinane      | 3:05.16 |
| 2002 | Bollin Eric         | Kevin Darley        | 3:02.92 |
| 2003 | Brian Boru          | Jamie Spencer       | 3:04.64 |
| 2004 | Rule of Law         | Kerrin McEvoy       | 3:06.29 |
| 2005 | Scorpion            | Frankie Dettori     | 3:19.01 |
| 2006 | Sixties Icon        | Frankie Dettori     | 2:57.29 |
| 2007 | Lucarno             | Jimmy Fortune       | 3:01.90 |
| 2008 | Conduit             | Frankie Dettori     | 3:07.92 |
| 2009 | Mastery             | Ted Durcan          | 3:04.81 |
| 2010 | Arctic Cosmos       | William Buick       | 3:03.12 |
| 2011 | Masked Marvel       | William Buick       | 3:00.44 |
| 2012 | Encke               | Mickael Barzalona   | 3:03.81 |
| 2013 | Leading Light       | Joseph O’Brien      | 3:09.20 |
| 2014 | Kingston Hill       | Andrea Atzeni       | 3:05.42 |
| 2015 | Simple Verse        | Andrea Atzeni       | 3:07.12 |
| 2016 | Harbour Law         | George Baker        | 3:05.48 |
| 2017 | Capri               | Ryan Moore          | 3:04.04 |
| 2018 | Kew Gardens         | Ryan Moore          | 3:03.34 |
| 2019 | Logician            | Frankie Dettori     | 3:00.27 |
| 2020 | Galileo Chrome      | Tom Marquand        | 3:01.94 |
| 2021 | Hurricane Lane      | William Buick       | 3:04.28 |
| 2022 | Eldar Eldarov       | David Egan          | 3:08.39 |